# ウェル・テンペラメント
ウェル・テンペラメント（英: Well-Temperament）は、鍵盤楽器で24の全ての調の演奏に対応する調律をするための音律である。
この調律法はバッハの『平均律クラヴィーア曲集』の原題 "Das Wohltemperierte Clavier" (The Well-Tempered Clavier) に因んで20世紀に命名された。しかしこの命名は "Wohltemperierte" という語が、バッハの時代に特定の調律法を示す一般的な技術用語であったという誤った推測に基づいている。またこの "Wohltemperierte" が平均律を意味するのかについての論争が起こった。
現在ではこの語は、平均律とは異なるが、ウルフの五度を排除し、24の全ての調の演奏に対応した鍵盤楽器の調律法の総称として用いられ、五度圏を循環できることからサーキュレイティング・テンペラメントとも呼ばれる。例としてヴェルクマイスターやヴァロッティの調律法があげられる。